# Stracin

Stracin - poloha vesnice v opštině Kratovo

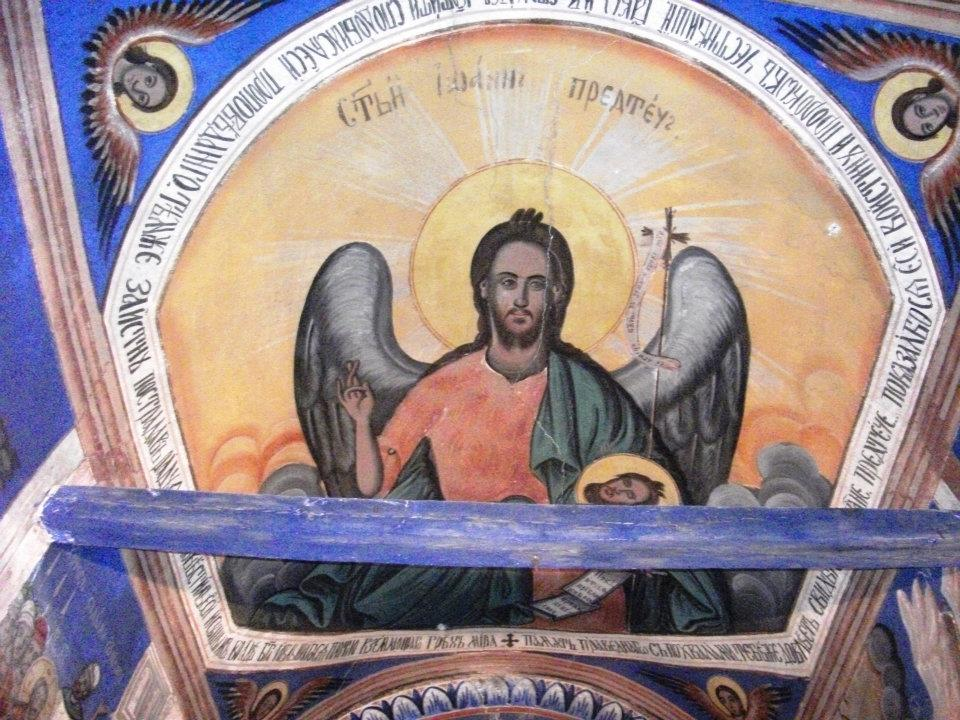
Freska sv. Dimitrije v obci Stracin

Stracin je vesnice v Severní Makedonii, v severozápadní části opštiny Kratovo v Severovýchodním regionu. V roce 2002 zde žilo 185 obyvatel (převážně pravoslavní Makedonci).

## Geografie
Rozkládá se v historické oblasti Sredorek, v nadmořské výšce okolo 680 m, severozápadně od řeky Kriva reka. Podél obce prochází hlavní silnice A2/E871, která spojuje severomakedonské město Kumanovo s bulharským městem Kyustendil. Od města Kratovo je po silnici R2105 vzdálena zhruba 20 km.